# Naarden
Naarden  è una località dei Paesi Bassi di 17 038 abitanti situata nel comune di Gooise Meren, nella provincia dell'Olanda Settentrionale nella zona 't Gooi. Comune autonomo fino al 2015, Naarden è una città-fortezza.

## La fortezza
Naarden è una delle città-fortezza meglio conservate d'Europa e gode di particolare notorietà per la sua unica forma a stella. La fortezza dispone di sei bastioni, una doppia cinta muraria (in terra battuta) e un doppio fossato riempito di acqua. La grande e ben restaurata fortezza, della quale la maggior parte attualmente visibile è stata costruita nel XVII secolo. Nella piccola cittadella troviamo anche il Museo Olandese delle Fortezze, nel bastione di “Turfpoort”.
Qui il visitatore può vedere come funzionava la fortezza quando venne ancora usata, e sono esposti oggetti qui usati dal 1350 fino al 1945. Durante le frequenti attività nel museo è possibile farsi un'idea di come i soldati vivevano e cosa facevano. Una delle attività più conosciute è il tiro con i cannoni (veri) del XVII secolo. Inoltre Naarden-Vesting (Naarden-Fortezza) ospita ogni anno un festival di fotografia nazionale.

## Monumenti e luoghi di interesse
La chiesa di San Vito è una grande basilica gotica costruita tra il XIV e XV secolo. Alla fine del XV secolo quando vennero acquisite alcune reliquie di San Vito, dal 1576 invece è una chiesa riformata. Molto importanti sono le volte di legno con delle pitture del XVI secolo. Una ricorrenza annuale è la Passione secondo Matteo di Johann Sebastian Bach che viene organizzata ogni venerdì santo dall'associazione olandese di amanti di Bach, che viene tradizionalmente visitata da molti VIP e membri del governo.